# Sydbank Arena Odense
|  |

Sala Sporturilor Odense (în daneză Odense Idrætshal), denumită din motive de sponsorizare Arena Sydbank Odense (în daneză Sydbank Arena Odense), situată în Israels Plads 3, este un complex sportiv multifuncțional din Odense, Danemarca. Este folosită ca bază locală pentru echipele masculine și feminine de handbal, volei, gimnastică și badminton din oraș, precum Odense Håndbold.
Complexul este situat în vestul orașului, aproape de Stadionul de fotbal „Nature Energy Park”, Stadionul de atletism (Odense Atletikstadion), Velodromul „Odense Cykelbane Arena” și Patinoarul Odense (Odense Isstadion), la aproximativ 5 minute de Gara Odense (Odense Station) și 10 minute de autostradă (Fynske Motorvej).
Complexul sportiv, inaugurat în 1967, este format din două săli de sport, o sală pentru gimnastică și o sală multifuncțională. Sala de sport principală, cu un teren de joc care măsoară 46x24 m, poate găzdui 2.256 spectatori la jocurile de echipă în sală și 3.000 de spectatori la concerte. Există 11 vestiare, 2 pentru arbitri și 2 pentru personalul medical, o sală de forță, amplasată la etajul I, 6 săli de conferințe și o cafenea cu spațiu pentru aproximativ 150 persoane. Cafeneaua este deschisă întotdeauna pentru meciurile de acasă ale echipei Odense Håndbold.